# Justine (film)
Pour les articles homonymes, voir Justine.
Pour plus de détails, voir Fiche technique et Distribution.
Justine est un film américain réalisé par George Cukor, sorti en 1969, basé sur l'une des quatre parties du roman de Lawrence Durrell, Le Quatuor d'Alexandrie.

## Synopsis
Les amours d'un jeune Anglais à Alexandrie à la fin des années 1930 avec une prostituée et la femme d'un riche banquier qui complote contre les Anglais.

## Fiche technique
- Titre : Justine
- Titre original : Justine
- Réalisation : George Cukor
- Scénario : Lawrence B. Marcus et Andrew Sarris (non crédité), adapté du roman The Alexandria Quartet de Lawrence Durrell
- Musique : Jerry Goldsmith
- Photographie : Leon Shamroy
- Montage : Rita Roland
- Direction artistique : William J. Creber (en) et Jack Martin Smith
- Décorateur de plateau : Raphael Bretton et Walter M. Scott
- Costumes : Irene Sharaff
- Production : Pandro S. Berman et Kathryn Hereford producteur associée
- Société de production et de distribution : 20th Century Fox
- Pays de production : États-Unis
- Format : Couleurs (DeLuxe) - 35 mm - 2,35:1 - Son : mono (Westrex Recording System)
- Genre : Drame
- Durée : 116 minutes
- Dates de sortie :
  - États-Unis : 6 août 1969
  - France : 26 septembre 1969
- Film interdit aux moins de 18 ans
- Affiche : Boris Grinsson (France)

## Distribution
- Anouk Aimée : Justine
- Dirk Bogarde : Pursewarden
- Robert Forster : Narouz
- Anna Karina : Melissa
- Philippe Noiret : Pombal
- Michael York : Darley
- John Vernon : Nessim
- Jack Albertson : Cohen
- Cliff Gorman : Toto
- George Baker : Ambassadeur britannique David Mountolive
- Elaine Church : Liza
- Michael Constantine : Memlik Pasha
- Marcel Dalio : Consul général de France
- Michael Dunn : Mnemjian
- Barry Morse : Colonel Maskelyne
- Tutte Lemkow : un prisonnier
- Gilchrist Stuart : un officier britannique